# Маунтин Вју (округ Уинта, Вајоминг)
Маунтин Вју (енгл. Mountain View, Uinta County) град је у америчкој савезној држави Вајоминг.

## Демографија
По попису из 2010. године број становника је 1.286, што је 133 (11,5%) становника више него 2000. године.
| Група             | 2000.         | 2010.         |
| Белци             | 1.113 (96,5%) | 1.220 (94,9%) |
| Афроамериканци    | 1 (0,1%)      | 1 (0,1%)      |
| Азијати           | 0 (0,0%)      | 1 (0,1%)      |
| Хиспаноамериканци | 25 (2,2%)     | 50 (3,9%)     |
| Укупно            | 1.153         | 1.286         |